# Прадера
Прадера (исп. Pradera) — город и муниципалитет на западе Колумбии, на территории департамента Валье-дель-Каука. Входит в состав Южного субрегиона.

## История
Поселение, из которого позднее вырос город, было основано 15 октября 1862 года. Муниципалитет Прадера был выделен в отдельную административную единицу в 1870 году.

## Географическое положение
Город расположен в юго-восточной части департамента, в предгорьях Центральной Кордильеры, к востоку от реки Каука, на расстоянии приблизительно 24 километров к востоку от города Кали, административного центра департамента. Абсолютная высота — 1054 метра над уровнем моря.
Муниципалитет Прадера граничит на севере с территорией муниципалитета Пальмира, на западе — с муниципалитетом Канделария, на юге — с муниципалитетом Флорида, на востоке — с территорией департамента Толима. Площадь муниципалитета составляет 407 км².

## Население
По данным Национального административного департамента статистики Колумбии, совокупная численность населения города и муниципалитета в 2015 году составляла 55 137 человек.
Динамика численности населения муниципалитета по годам:
| 2005   | 2006   | 2007   | 2008   | 2009   | 2010   | 2011   | 2012   | 2013   | 2014   | 2015   |
| ------ | ------ | ------ | ------ | ------ | ------ | ------ | ------ | ------ | ------ | ------ |
| 48 843 | 49 407 | 50 011 | 50 614 | 51 229 | 51 855 | 52 493 | 53 137 | 53 792 | 54 460 | 55 137 |

Согласно данным переписи 2005 года мужчины составляли 49,2 % от населения Прадеры, женщины — соответственно 50,8 %. В расовом отношении белые и метисы составляли 67,6 % от населения города; негры, мулаты и райсальцы — 31,4 %; индейцы — 1 %.
Уровень грамотности среди всего населения составлял 88,1 %.

## Экономика
69,5 % от общего числа городских и муниципальных предприятий составляют предприятия торговой сферы, 23,8 % — предприятия сферы обслуживания, 5,4 % — промышленные предприятия, 1,3 % — предприятия иных отраслей экономики.

## Транспорт
Через город проходит национальное шоссе № 31 (исп. Ruta Nacional 31).